# Leopold Pargfrieder
Leopold Pargfrieder (* 4. November 1879 in Eidenberg, Oberösterreich; † 13. Februar 1978 in Oberneukirchen, Oberösterreich) war ein österreichischer Politiker der Christlichsozialen Partei (CSP).

## Ausbildung und Beruf
Nach dem Besuch der Volksschule wurde er Landwirt.

## Politische Funktionen
- Mitglied des Aufsichtsrates der Molkereigenossenschaft und der Lagerhausgenossenschaft in Bad Leonfelden
- Gründer der Raiffeisenkasse Traberg und des Bauernbundes Ortsgruppe Traberg
- Mitglied des Gemeinderates von Waldschlag

## Politische Mandate
- 22. Februar 1927 bis 18. Mai 1927: Mitglied des Nationalrates (II. Gesetzgebungsperiode), CSP
- 27. März 1930 bis 1. Oktober 1930: Mitglied des Nationalrates (III. Gesetzgebungsperiode), CSP